# Pützer Dohle
Die Pützer Dohle war ein Versuchsflugzeug zur Fernwellen-Erprobung, das 1956 bei der Alfons Pützer KG für Walter Horten gebaut wurde. Alfons Pützer verwendete die Dohle später zur Einsatzerprobung als Motorsegler.

## Geschichte

### Versuchsflugzeug
Um 1955 war Walter Horten an der Entwicklung eines Fernwellenantriebs für seine Nurflügel-Flugzeuge interessiert. Er beauftragte das Institut für Triebwerksdynamik von Prof. Karl Lürenbaum an der RWTH Aachen mit der Entwicklung eines entsprechenden Antriebs. Mit dem Bau eines geeigneten Versuchsträgers für die Fernwellenerprobung beauftragte Walter Horten seinen Jugendfreund Alfons Pützer. Pützer schlug die Verwendung einer Doppelraab-Konstruktion von Fritz Raab vor, die bereits bei der Pützer Motorraab zum Einsatz gekommen war.
Pützer beauftragte daraufhin Fritz Raab mit der Modifikation einer Doppelraab 6, bei der ein kleiner Motor im Schwerpunkt hinter dem Pilotensitz angeordnet wurde. Das Leitwerk der Doppelraab wurde durch ein Endscheiben-Leitwerk mit zwei Seitenflossen ersetzt, in dessen Mitte ein Druckpropeller am Heck des Flugzeugs angeordnet wurde. Der Zweizylinder-Zweitaktmotor Hansa-Lloyd mit 400 cm³ Hubraum und 12 PS trieb den Propeller am Heck über die von Karl Lürenbaum entwickelte Fernwelle an. Der Versuchsträger entstand bei der Alfons Pützer KG in Bonn.
Im Dezember 1956 startete die Pützer Dohle in Bonn-Hangelar zu ihrem Erstflug. Zur Erprobung im Dauerbetrieb erhielt der Luftsportverein Bonn die Dohle Anfang 1957 für ihren Schulungsbetrieb. Hierbei kam es mehrfach zu Störungen im Bereich der Fernwelle. Auch der am Heck nur eine geringe Bodenfreiheit aufweisende Propeller wurde mehrfach beschädigt.

### Weiterentwicklung zur Motorsegler-Erprobung
Durch die Anordnung des Motors im Schwerpunkt des Flugzeugs und den Druckpropeller am Heck blieben die grundsätzlich guten Segelflugeigenschaften des Doppelraab bei der Dohle erhalten. Alfons Pützer entwickelte die Dohle daraufhin als Motorsegler weiter. Er ersetzte den schwachen und zu schweren Hansa-Motor durch einen Ilo F2x376 mit 30 PS, mit dem die Dohle II Eigenstartfähigkeit erreichen sollte. Der kleine Tank für 14 kg Treibstoff wurde für längere Reiseflüge durch einen 40 kg Treibstoff fassenden Tank ersetzt. Damit konnte die Dohle II bis zu fünf Stunden in der Luft bleiben. Zum Schutz des Heckpropellers vor Bodenberührungen erhielt die Dohle II am Heck einen Spornkeil.
Die Dohle II entstand 1957 durch Umbau der Dohle I bei der Alfons Pützer KG. Sie startete am 2. September 1957 in Bonn-Hangelar mit der provisorischen Zulassung D-EGUB zu ihrem Erstflug aus eigener Kraft. Die Dohle II war 1957 eine der ersten brauchbaren Motorsegler-Konstruktionen in Deutschland. Ihre weitere Erprobung musste Alfons Pützer allerdings kurze Zeit später einstellen, da der Aufbau der Serienproduktion der Pützer Elster im Winter 1957/58 sämtliche Kapazitäten bei der Alfons Pützer KG belegte.
Der Grundaufbau der Dohle II war später Ausgangspunkt für die Entwicklung des Trainerflugzeugs Pützer Bussard, das zur Erreichung jetähnlichen Verhaltens ebenfalls mit einem Druckpropeller am Heck ausgestattet werden sollte. Die ersten Entwürfe des Bussard zeigen zwar einen komplett neu gestalteten Rumpf und tiefliegende Tragflächen. Als Leitwerk kam aber ebenso wie bei der Dohle II das Endscheibenleitwerk mit Keilsporn zum Einsatz. Später wurde dieses Leitwerk durch ein V-Leitwerk beim Bussard ersetzt.
Erst nach dem erfolgreichen Anlaufen der Elster-Produktion griff Alfons Pützer Ende 1958 wieder die Entwicklung eines Motorseglers auf. Entwürfe aus dieser Zeit zeigen eine weiterentwickelte Dohle mit dem beim Bussard bereits verwendeten V-Leitwerk und einer tiefliegenden Tragfläche. Ab 1959 gab Alfons Pützer allerdings die Weiterentwicklung der Dohle zugunsten des komplett neuen Motorsegler-Entwurfs Pützer MS-60 auf. Die Dohle II wurde 1960 abgestellt.
Soweit nicht anders angegeben, wurden die Angaben zur Pützer Dohle aus übernommen.

## Technische Daten
| Kenngröße             | Dohle I                | Dohle II              |
| --------------------- | ---------------------- | --------------------- |
| Besatzung             | 1                      | 1                     |
| Länge                 | 7,20 m                 | 7,20 m                |
| Spannweite            | 13,20 m                | 13,20 m               |
| Höhe                  | 2,00 m                 | 2,00 m                |
| Flügelfläche          | 18,00 m²               | 18,00 m²              |
| Flügelstreckung       | 9,7                    | 9,7                   |
| Gleitzahl             |                        |                       |
| Geringstes Sinken     |                        |                       |
| Nutzlast              | 120 kg                 | 125 kg                |
| Leermasse             | 300 kg                 | 325 kg                |
| max. Startmasse       | 420 kg                 | 450 kg                |
| Reisegeschwindigkeit  |                        |                       |
| Höchstgeschwindigkeit |                        |                       |
| Dienstgipfelhöhe      |                        |                       |
| Reichweite            |                        |                       |
| Triebwerke            | 1 × Hansa-Lloyd, 12 PS | 1 × Ilo F2x376, 30 PS |